# Abbaye Notre-Dame-de-Chalais
L'abbaye Notre-Dame-de-Chalais  est une abbaye dominicaine située près de Voreppe dans le département français de l'Isère en région Auvergne-Rhône-Alpes, fondée en 1101, et la maison-mère de l’ordre monastique de Chalais.
L'ancienne église abbatiale date du XIIe siècle. C'est un des chefs-d'œuvre de l'art roman dans le département de l'Isère,.

## Situation
L'abbaye se trouve à l'Est de Voreppe, à trois kilomètres à vol d'oiseau. Elle est au col situé entre l'Aiguille de Chalais (1089 m d'altitude) et le mont de la Roize (1135 m d'altitude).

## Historique
L'abbaye bénédictine de Chalais fut fondée en 1101 par Hugues de Châteauneuf, évêque de Grenoble. Il y établit une maison à 940 m d'altitude sur les contreforts sud du massif de la Grande Chartreuse et y installa des moines désireux de vivre séparés du monde afin de retrouver la règle de saint Benoît sans s'intégrer dans la vie des paroisses. Les premiers moines, dit « ermites de Chalais », vécurent de travaux de forestage et d'élevage d'ovins, entravés par la présence puissante des Chartreux, leurs très proches voisins. Chalais devient abbaye en 1124.
En 1142, des moines de Chalais furent appelés par l'évêque d'Embrun pour renforcer une petite communauté installée en 1130 dans une chapelle dédiée à saint Marcellin sur les hauteurs de Boscodon, près d'Embrun (Hautes-Alpes), dépendant alors des comtés de Forcalquier et de Provence. Dans le même comté, en 1165, les moines de Boscodon fondèrent l'abbaye Notre-Dame de Lure. 
L'abbaye de Clausonne, est construite peu de temps après, en 1185 dans les Hautes-Alpes. 

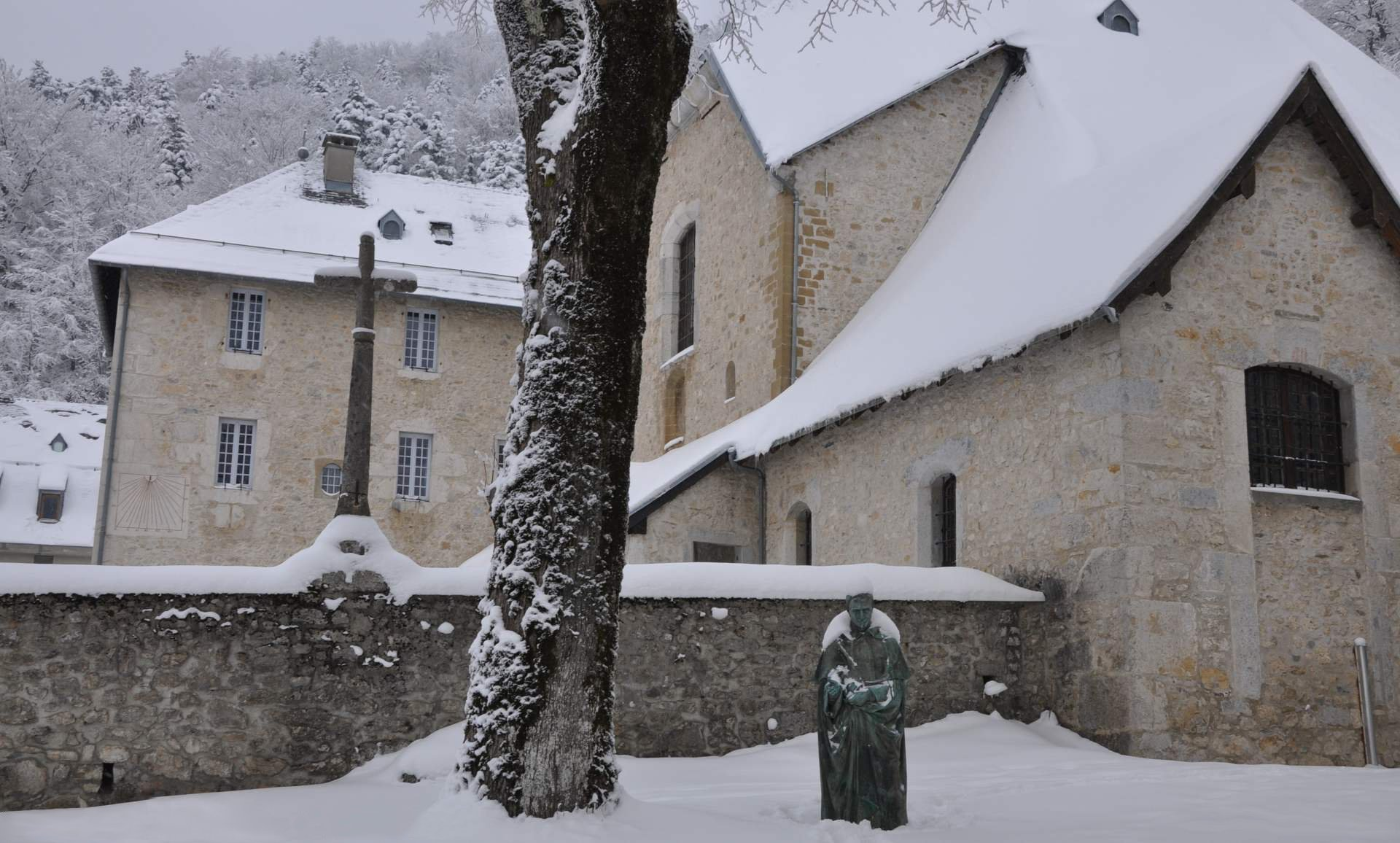
Chartreuse de Chalais.

L'Ordre de Chalais était né, suivant la règle de saint Benoît. L'abbaye Notre-Dame de Boscodon devint Chef d'Ordre.

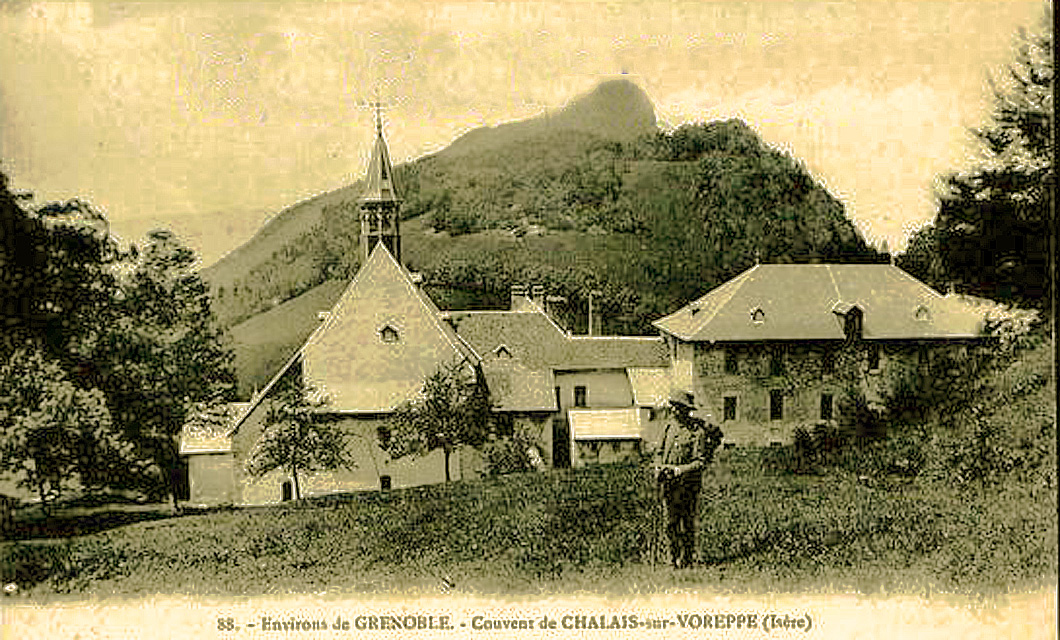
L'abbaye au début du XXe siècle.

L'abbaye-mère fut acquise en 1303, par les chartreux à qui elle servit de maison de retraite et organisée en maison
régulière en 1308. Elle ne fut jamais prospère. Pillée par les huguenots en 1562, elle ne se releva pas et le chapitre général de 1582 l’unit à la Grande Chartreuse, qui en fit une maison pour vieillards malades. Les bâtiments furent restaurés en 1640 et 1773.
Le 13 février 1790, l'Assemblée constituante prononce l'abolition des vœux monastiques et la suppression des congrégations religieuses. Les moines se dispersent dès 1791. 
À la Révolution française, les bâtiments furent vendus au titre des biens nationaux et servirent de granges à des fermiers. À la suite de Conférences de Carême données par Lacordaire, Mgr Philibert de Bruillard, évêque de Grenoble,  le sollicita. Henri Lacordaire racheta les bâtiments en 1844 et fonda un couvent d'études pour la Province de France de l'Ordre des Prêcheurs (dominicain). Les premiers frères arrivèrent dès le 4 avril 1844. Chalais fut réduit au rang de simple couvent de 1849 à 1851 et retrouva sa fonction d'étude en septembre 1851. En 1866, quand le noviciat est transféré à Coublevie, Chalais devient, pendant quelques années un lieu inoccupé. En 1872, le couvent est cédé par la Province de Toulouse à la Province de Lyon qui l’utilise comme maison de repos. Il perd son identité dominicaine avec les expulsions de 1880. 
Le domaine est racheté par des industriels grenoblois qui en louent une partie aux dominicains, destinée aux religieux malades. Après un abandon total, Chalais est, en 1956, à nouveau en voie de redevenir un couvent dominicain grâce à une religieuse dominicaine qui, faute de moyens financiers échoue. Cependant une route ayant été construite en 1958, les dominicaines d’Oullins, désireuses de quitter la banlieue lyonnaise, rachètent le couvent en 1961. La communauté de moniales dominicaines est affiliée à la Fédération Notre-Dame des Prêcheurs. Au début des années 1970, l’ancienne abbaye est restaurée selon des principes d’architecture chalaisienne.

## Architecture

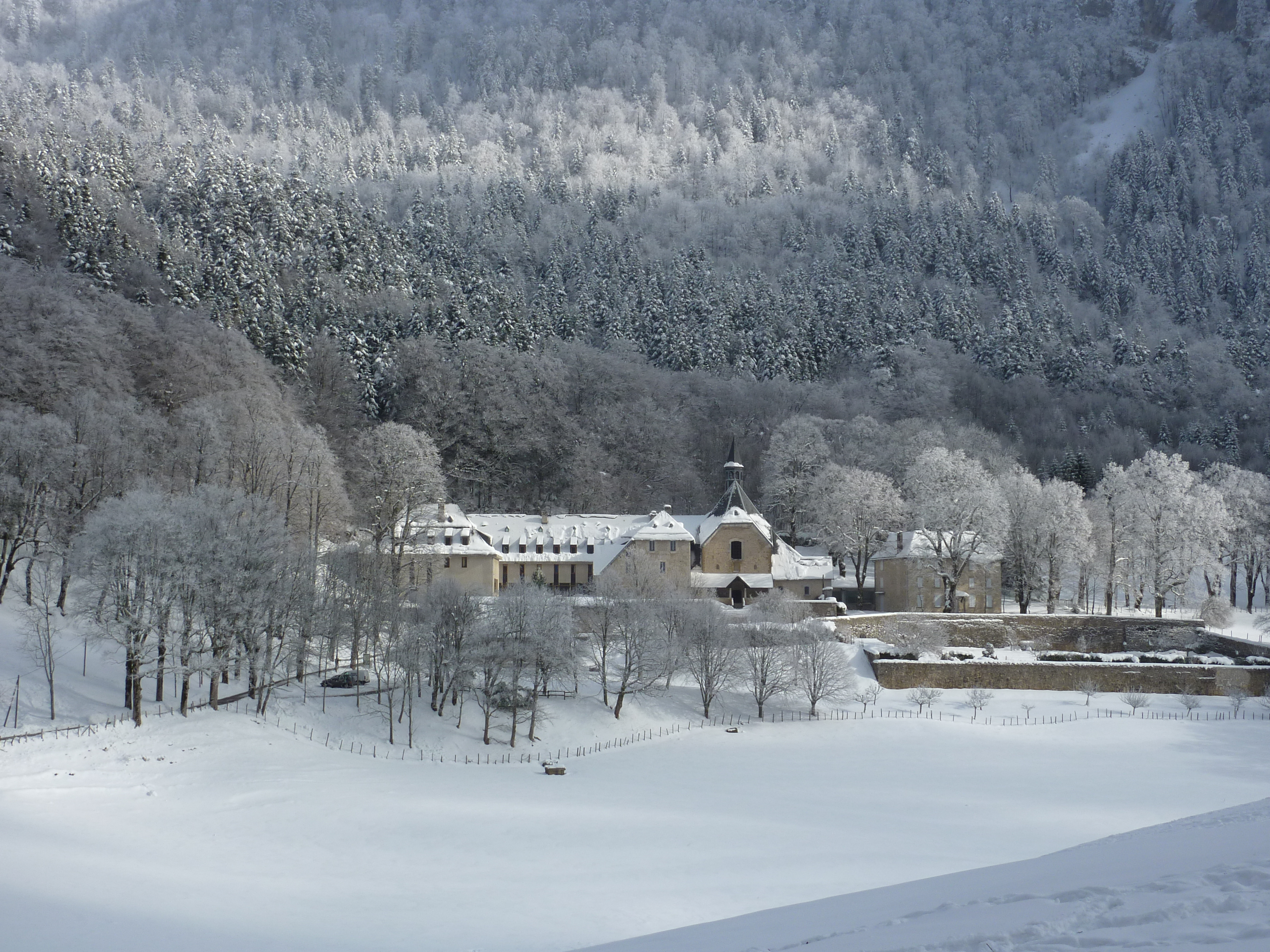
Notre-Dame-de-Chalais sous la neige.

L'abbaye a été fortement transformée par les chartreux dans son aspect extérieur (toiture en forme de capuchon, clocheton couronné par un globe terrestre surmonté d'une croix, etc.) et intérieur. En particulier, la chapelle romane primitive, datée de 1101, a été coiffée d'une toiture cartusienne.
De l'ancienne abbatiale, dont la construction est datée de la fin de la première moitié du XIIe siècle, sous Guigues de Revel, bâtisseur de Boscodon et de Lure, subsiste le chœur, le transept, les croisillons, les chapelles latérales et une travée de nef. La croisée de transept gothique possède une clef de voûte représentant l'agneau mystique. Il est à noter que le soleil du solstice d'été se trouve dans l'axe de la nef. Pénétrant par l'oculus percé dans le chevet, il décrit dans la journée une ellipse lumineuse sur le sol. Cette particularité se retrouve dans d'autres abbayes chalaisiennes.
Certaines parties de l'abbaye (L'église abbatiale ainsi que les façades et toitures du bâtiment conventuel) sont inscrites au titre des monuments historiques depuis l'arrêté du 29 novembre 1974.

## Biscuiterie
La biscuiterie Notre-Dame-de-Chalais (dit aussi Biscuiterie Saint Dominique) a été fondée en 1957 par des moniales dominicaines de Chinon. La Communauté de Chinon a ensuite rejoint Chalais où la communauté d'Oullins avait déménagé en 1961 en emportant avec elle la biscuiterie. Les biscuits sont fabriqués et commercialisés par les sœurs elles-mêmes depuis plus de 50 ans. Les biscuits ont des représentations et des goûts différents. Les biscuits de Chalais sont des biscuits secs avec différents parfums naturels.
La biscuiterie permet au monastère de vivre du travail des mains des sœurs. La cuisson des biscuits se fait deux à trois fois par mois, dit « le jour du four ».
- Les premiers biscuits, créés en 1957, dits « les Tours » par les sœurs de Chinon, représentent la tour de Charles VII de Chinon et ils sont parfumés à la vanille.

- Les biscuits créés ensuite par les dominicaines dites les « Étoiles » représentent le blason des Dominicains et ils sont parfumés à l'anis.

- Les biscuits créés en 1960, dits les « Arches » représentent les animaux qui sont présents dans l'Arche de Noé et ils sont parfumés à l'orange.

- Les biscuits créés en 1963, dits les « coco-sport » représentent plus d'une trentaine de sports (pétanques, skis...) et ils sont parfumés à la noix de coco râpée et au sucre de canne.

- Enfin, les biscuits créés en 1971 dits les « miel » représentent le clocher de l'église et ils sont parfumés au miel de châtaignier[9].